# Ampedus brunnicornis
Ampedus brunnicornis е вид бръмбар от семейство Полски ковачи (Elateridae). Видът е уязвим и сериозно застрашен от изчезване.

## Разпространение и местообитание
Разпространен е в Австрия, Германия, Италия, Словакия, Франция и Чехия.
Обитава гористи местности и плата.